# Seznam medailistů na mistrovství Československa a Česka mužů a žen ve skoku do výšky

### Muži
| Rok          | Místo              | Zlato              | Výkon          | Stříbro             | Bronz                                           |
| ------------ | ------------------ | ------------------ | -------------- | ------------------- | ----------------------------------------------- |
| MR ČSR 1945  | Praha              | Jaromír Malý       | 185 cm         | Oldřich Hnízdo      | Jaromír Sibera                                  |
| MR ČSR 1946  | Praha              | Vladimír Žila      | 185 cm         | Radomír Choděra     | Rudolf Šejnoha                                  |
| MR ČSR 1947  | Praha              | Václav Hausenblas  | 185 cm         | Miloslav Dajbych    | Štefan Tonko                                    |
| MR ČSR 1948  | Praha              | Štefan Tonko       | 190 cm         | František Fiedler   | Jiří Rubíček                                    |
| MR ČSR 1949  | Praha              | Zdeněk Matys       | 185 cm         | František Kolouch   | Jaromír Sibera                                  |
| MR ČSR 1950  | Bratislava         | Miroslav Švábovský | 185 cm         | Rudolf Šejnoha      | Štefan Tonko                                    |
| MR ČSR 1951  | Brno               | Zdeněk Matys       | 185 cm         | Jiří Lazar          | Miroslav Švábovský                              |
| MR ČSR 1952  | Praha              | Milan Švábovský    | 188 cm         | Richard Vacek       | Zdeněk Matys                                    |
| MR ČSR 1953  | Praha              | Jaroslav Krejčí    | 188 cm         | Jaroslav Kovář      | Gejza Valent a Stanislav Štefkovič              |
| MR ČSR 1954  | Ostrava            | Jiří Lanský        | 200 cm         | Jaroslav Krejčí     | Zdeněk Hejda                                    |
| MR ČSR 1955  | Brno               | Jaroslav Kovář     | 200 cm         | Jiří Lanský         | Vladimír Savčinský                              |
| MR ČSR 1956  | Bratislava         | Jaroslav Kovář     | 198 cm         | Josef Krybus        | Lubomír Ondráček                                |
| MR ČSR 1957  | Praha              | Jaroslav Kovář     | 202 cm         | Jiří Lanský         | Zdeněk Matějka                                  |
| MR ČSR 1958  | Ostrava            | Jiří Lanský        | 206 cm         | Petr Elbogen        | Zdeněk Matějka                                  |
| MR ČSR 1959  | Praha              | Jiří Lanský        | 200 cm         | Josef Kašpar        | Petr Elbogen                                    |
| MR ČSSR 1960 | Brno               | Jiří Lanský        | 202 cm         | Zdeněk Matějka      | Jaroslav Kovář                                  |
| MR ČSSR 1961 | Praha              | Milan Valenta      | 195 cm         | Petr Elbogen        | Josef Krybus                                    |
| MR ČSSR 1962 | Ostrava            | Zdeněk Matějka     | 195 cm         | Petr Elbogen        | Leoš Pokluda                                    |
| MR ČSSR 1963 | Hradec Králové     | Jiří Lanský        | 206 cm         | Josef Krybus        | Josef Kašpar                                    |
| MR ČSSR 1964 | Praha              | Jiří Lanský        | 203 cm         | Josef Krybus        | Milan Valenta                                   |
| MR ČSSR 1965 | Zábřeh             | Josef Krybus       | 206 cm         | Jan Veselý          | Rudolf Baudis                                   |
| MR ČSSR 1966 | Třinec             | Jan Veselý         | 206 cm         | Rudolf Baudis       | Milan Haranta                                   |
| MR ČSSR 1967 | Sokolov            | Rudolf Hübner      | 206 cm         | Jaroslav Burda      | Rudolf Baudis a Jan Veselý                      |
| MR ČSSR 1968 | Jablonec nad Nisou | Jaroslav Alexa     | 212 cm         | Rudolf Hübner       | Rudolf Baudis                                   |
| MR ČSSR 1969 | Považská Bystrica  | Rudolf Baudis      | 209 cm         | Ladislav Borodáč    | Jaroslav Alexa                                  |
| MR ČSSR 1970 | Ostrava            | Rudolf Baudis      | 209 cm         | Jaroslav Alexa      | Ivan Macháček                                   |
| MR ČSSR 1971 | Praha              | Roman Moravec      | 220 cm         | Jaroslav Alexa      | Rudolf Baudis                                   |
| MR ČSSR 1972 | Praha              | Jaroslav Alexa     | 218 cm         | Roman Moravec       | Vladimír Malý                                   |
| MR ČSSR 1973 | Banská Bystrica    | Roman Moravec      | 216 cm         | Jiří Palkovský      | Jaroslav Alexa                                  |
| MR ČSSR 1974 | Praha              | Vladimír Malý      | 220 cm         | Roman Moravec       | Jaroslav Alexa                                  |
| MR ČSSR 1975 | Bratislava         | Roman Moravec      | 214 cm         | Jiří Palkovský      | Jaroslav Alexa                                  |
| MR ČSSR 1976 | Třinec             | Roman Moravec      | 213 cm         | Ivan Macháček       | Vladimír Malý                                   |
| MR ČSSR 1977 | Ostrava            | Roman Moravec      | 218 cm         | Jindřich Vondra     | Karel Rozkošný                                  |
| MR ČSSR 1978 | Praha              | Josef Hrabal       | 221 cm         | Jindřich Vondra     | Roman Moravec                                   |
| MR ČSSR 1979 | Praha              | Jindřich Vondra    | 218 cm         | Josef Hrabal        | Marián Prezbruchý                               |
| MR ČSSR 1980 | Praha              | Jindřich Vondra    | 224 cm         | Ctirad Veselský     | Josef Hrabal                                    |
| MR ČSSR 1981 | Ostrava            | Jindřich Vondra    | 218 cm         | Josef Hraball       | Vladimír Klekner                                |
| MR ČSSR 1982 | Praha              | Josef Hrabal       | 226 cm         | Vladimír Štalmach   | Ľubomír Roško                                   |
| MR ČSSR 1983 | Praha              | Jindřich Vondra    | 221 cm         | Josef Hrabal        | Ľubomír Roško                                   |
| MR ČSSR 1984 | Praha              | Ľubomír Roško      | 218 cm         | Jindřich Vondra     | Karel Švestka                                   |
| MR ČSSR 1985 | Praha              | Ján Zvara          | 233 cm         | Jindřich Vondra     | Milan Machotka                                  |
| MR ČSSR 1986 | Bratislava         | Ján Zvara          | 226 cm         | Jindřich Vondra     | Josef Hrabal                                    |
| MR ČSSR 1987 | Třinec             | Róbert Ruffíni     | 230 cm         | Ján Zvara           | Josef Hrabal                                    |
| MR ČSSR 1988 | Praha              | Róbert Ruffíni     | 226 cm         | Vladimír Štalmach   | Jindřich Vondra                                 |
| MR ČSSR 1989 | Banská Bystrica    | Róbert Ruffíni     | 221 cm         | Milan Machotka      | Zdeněk Kubišta                                  |
| MR ČSFR 1990 | Praha              | Zdeněk Kubišta     | 218 cm         | Josef Hrabal        | Milan Machotka                                  |
| MR ČSFR 1991 | Ostrava            | Róbert Ruffíni     | 215 cm         | Vladimír Štalmach   | Jiří Viktorin, Jindřich Vondra a Milan Machotka |
| MR ČSFR 1992 | Nitra              | Tomáš Janků        | 221 cm         | Zdeněk Kubišta      | Róbert Ruffíni                                  |
| MR ČR 1993   | Jablonec nad Nisou | Tomáš Janků        | 219 cm         | Petr Lipavý         | Milan Čermák                                    |
| MR ČR 1994   | Jablonec nad Nisou | Tomáš Janků        | 220 cm         | Milan Čermák        | Jan Janků                                       |
| MR ČR 1995   | Ostrava            | Jan Janků          | 221 cm         | Milan Čermák        | Tomáš Janků                                     |
| MR ČR 1996   | Praha              | Tomáš Janků        | 227 cm         | Jan Janků           | Libor Šalamoun                                  |
| MR ČR 1997   | Třinec             | Jan Janků          | 219 cm         | Tomáš Janků         | Milan Čermák                                    |
| MR ČR 1998   | Jablonec nad Nisou | Tomáš Janků        | 222 cm         | Jan Janků           | Tomáš Ort                                       |
| MR ČR 1999   | Ostrava            | Tomáš Janků        | 232 cm         | Jan Janků           | Milan Čermák                                    |
| MR ČR 2000   | Plzeň              | Tomáš Janků        | 224 cm         | Jan Janků           | Svatoslav Ton                                   |
| MR ČR 2001   | Jablonec nad Nisou | Jan Janků          | 225 cm         | Jiří Křehula        | Svatoslav Ton                                   |
| MR ČR 2002   | Ostrava            | Tomáš Janků        | 228 cm         | Jan Janků           | Svatoslav Ton                                   |
| MR ČR 2003   | Olomouc            | Jaroslav Bába      | 227 cm         | Jan Janků           | Tomáš Janků                                     |
| MR ČR 2004   | Plzeň              | Svatoslav Ton      | 233 cm Rek. MR | Tomáš Janků         | Jaroslav Bába                                   |
| MR ČR 2005   | Kladno             | Jaroslav Bába      | 228 cm         | Svatoslav Ton       | Michal Kabelka                                  |
| MR ČR 2006   | Praha              | Tomáš Janků        | 229 cm         | Svatoslav Ton       | Luboš Benko                                     |
| MR ČR 2007   | Třinec             | Tomáš Janků        | 230 cm         | Jaroslav Bába       | Svatoslav Ton                                   |
| MR ČR 2008   | Tábor              | Tomáš Janků        | 230 cm         | Jaroslav Bába       | Svatoslav Ton                                   |
| MR ČR 2009   | Praha              | Jaroslav Bába      | 220 cm         | Jan Vondra          | Svatoslav Ton, David Šutera, Dalibor Hon        |
| MR ČR 2010   | Třinec             | Jaroslav Bába      | 218 cm         | Jan Sommerschuh     | Josef Skrčený                                   |
| MR ČR 2011   | Brno               | Jaroslav Bába      | 225 cm         | Stanislav Sajdok    | Martin Heindl                                   |
| MR ČR 2012   | Vyškov             | Jaroslav Bába      | 220 cm         | Josef Skrčený       | Martin Heindl                                   |
| MR ČR 2013   | Tábor              | Jaroslav Bába      | 226 cm         | Petr Pícha          | Martin Heindl                                   |
| MR ČR 2014   | Ostrava            | Jaroslav Bába      | 231 cm         | Matúš Bubeník (SVK) | Lukáš Beer (SVK)                                |
| MR ČR 2015   | Plzeň              | Martin Heindl      | 222 cm         | Petr Pícha          | Matyáš Dalecký                                  |
| MR ČR 2016   | Tábor              | Jaroslav Bába      | 212 cm         | Matúš Bubeník       | David Šutera                                    |
| MR ČR 2017   | Třinec             | Jaroslav Bába      | 218 cm         | Matyáš Dalecký      | Martin Heindl a Petr Pícha                      |
| MR ČR 2018   | Kladno             | Jaroslav Bába      | 214 cm         | Matyáš Dalecký      | Matěj Klukan                                    |
| MR ČR 2019   | Brno               | Martin Heindl      | 221 cm         | Josef Adámek        | Marek Bahník                                    |
| MR ČR 2020   | Plzeň              | Marek Bahník       | 214 cm         | Jan Štefela         | Ondřej Vodák a Matěj Klukan                     |
| MR ČR 2021   | Zlín               | Marek Bahník       | 220 cm         | Jakub Bělík         | Josef Adámek                                    |
| MR ČR 2022   | Hodonín            | Jan Štefela        | 220 cm         | Josef Adámek        | Marek Bahník                                    |
| MR ČR 2023   | Tábor              | Jan Štefela        | 221 cm         | Josef Adámek        | Jakub Bělík                                     |
| MR ČR 2024   | Zlín               | Jan Štefela        | 230 cm         | Marek Bahník        | Josef Adámek                                    |
| MR ČR 2025   |                    |                    |                |                     |                                                 |

### Ženy
| Rok          | Místo              | Zlato                      | Výkon          | Stříbro                             | Bronz                               |
| ------------ | ------------------ | -------------------------- | -------------- | ----------------------------------- | ----------------------------------- |
| MR ČSR 1945  | Praha              | Vlasta Píšová              | 150 cm         | Blanka Pošíková                     | Alica Hubíková                      |
| MR ČSR 1946  | Praha              | Blanka Pošíková            | 140 cm         | Drahomíra Vorlová                   | Soňa Reichová                       |
| MR ČSR 1947  | Praha              | Vlasta Holubová            | 147 cm         | Liduška Kvíčerová                   | Květoslava Volšíková                |
| MR ČSR 1948  | Praha              | Blanka Malá-Konečná        | 149 cm         | Vlasta Chlumská-Píšová              | Liduška Kvíčerová                   |
| MR ČSR 1949  | Praha              | Olga Modrachová            | 148 cm         | Blanka Malá                         | Zlata Rozkošná                      |
| MR ČSR 1950  | Bratislava         | Olga Modrachová            | 153 cm         | Libuše Žáková                       | Irena Voznicová-Primosighová        |
| MR ČSR 1951  | Brno               | Olga Modrachová            | 155 cm         | Liduška Ajglová-Kvíčerová           | Irena Voznicová                     |
| MR ČSR 1952  | Praha              | Olga Modrachová            | 156 cm         | Blanka Malá                         | Liduška Ajglová                     |
| MR ČSR 1953  | Praha              | Olga Modrachová            | 158 cm         | Blanka Malá                         | Blahoslava Zvárová-Škrabálková      |
| MR ČSR 1954  | Ostrava            | Olga Modrachová            | 163 cm         | Stanislava Matějcová                | Liduška Ajglová                     |
| MR ČSR 1955  | Brno               | Olga Modrachová            | 164 cm         | Alena Holárková                     | Stanislava Matějcová                |
| MR ČSR 1956  | Bratislava         | Olga Modrachová            | 160 cm         | Jiřina Vobořilová                   | Blahoslava Zvárová                  |
| MR ČSR 1957  | Praha              | Olga Davidová              | 160 cm         | Dagmar Pavlousková-Kučerová         | Jarmila Klimšová                    |
| MR ČSR 1958  | Ostrava            | Olga Davidová              | 160 cm         | Sylva Richterová                    | Dagmar Pavlousková                  |
| MR ČSR 1959  | Praha              | Olga Davidová              | 161 cm         | Jarmila Slezáková                   | Zdenka Dembovská                    |
| MR ČSSR 1960 | Brno               | Olga Davidová              | 160 cm         | Jarmila Slezáková                   | Alena Hejtmanková                   |
| MR ČSSR 1961 | Praha              | Milada Popková             | 157 cm         | Helena Kvasničková-Wirthová         | Jarmila Slezáková                   |
| MR ČSSR 1962 | Ostrava            | Jana Vítová                | 160 cm         | Helena Kvasničková                  | Hana Horálková                      |
| MR ČSSR 1963 | Hradec Králové     | Ludmila Jetmarová          | 163 cm         | Věra Bernardová                     | Jaroslava Králová                   |
| MR ČSSR 1964 | Praha              | Ludmila Jetmarová          | 168 cm         | Věra Bernardová                     | Radmila Zavadilová                  |
| MR ČSSR 1965 | Zábřeh             | Radmila Hušková-Zavadilová | 163 cm         | Mária Faithová                      | Věra Bernardová                     |
| MR ČSSR 1966 | Třinec             | Mária Faithová             | 177 cm         | Radmila Hušková                     | Věra Bernardová                     |
| MR ČSSR 1967 | Sokolov            | Mária Faithová             | 168 cm         | Alena Prosková                      | Jaroslava Valentová                 |
| MR ČSSR 1968 | Jablonec nad Nisou | Miloslava Rezková          | 182 cm         | Jaroslava Valentová                 | Mária Faithová                      |
| MR ČSSR 1969 | Považská Bystrica  | Miloslava Rezková          | 184 cm         | Mária Mračnová                      | Jaroslava Valentová                 |
| MR ČSSR 1970 | Ostrava            | Milada Karbanová           | 181 cm         | Miloslava Hübnerová                 | Alena Prosková                      |
| MR ČSSR 1971 | Praha              | Alena Prosková             | 183 cm         | Miloslava Hübnerová                 | Milada Karbanová                    |
| MR ČSSR 1972 | Praha              | Miloslava Hübnerová        | 186 cm         | Alena Prosková                      | Milada Karbanová                    |
| MR ČSSR 1973 | Banská Bystrica    | Milada Karbanová           | 178 cm         | Mária Mračnová                      | Alena Kutilová                      |
| MR ČSSR 1974 | Praha              | Miloslava Hübnerová        | 187 cm         | Mária Mračnová                      | Milada Karbanová                    |
| MR ČSSR 1975 | Bratislava         | Mária Mračnová             | 185 cm         | Věra Bradáčová                      | Marie Severýnová                    |
| MR ČSSR 1976 | Třinec             | Mária Mračnová             | 192 cm         | Miloslava Hübnerová                 | Marta Jeseňáková                    |
| MR ČSSR 1977 | Ostrava            | Milada Karbanová           | 190 cm         | Marta Jeseňáková                    | Mária Mračnová                      |
| MR ČSSR 1978 | Praha              | Milada Karbanová           | 185 cm         | Mária Mračnová                      | Ivana Geržová                       |
| MR ČSSR 1979 | Praha              | Věra Skotnická             | 175 cm         | Miriam Valentová                    | Zdeňka Boukalová                    |
| MR ČSSR 1980 | Praha              | Věra Skotnická             | 180 cm         | Eliška Stránská                     | Jana Brenkusová                     |
| MR ČSSR 1981 | Ostrava            | Yvona Tichopádová          | 184 cm         | Ladislava Šimáčková                 | Zdena Boukalová                     |
| MR ČSSR 1982 | Praha              | Ivana Jobbová              | 184 cm         | Yvona Tichopádová                   | Eliška Stránská                     |
| MR ČSSR 1983 | Praha              | Zdeňka Boukalová           | 187 cm         | Daniela Relská                      | Ivana Geržová                       |
| MR ČSSR 1984 | Praha              | Ivana Jobbová              | 190 cm         | Ivana Geržová                       | Daniela Reiská                      |
| MR ČSSR 1985 | Praha              | Ivana Jobbová              | 185 cm         | Daniela Chválková a Jana Brenkusová | nikdo                               |
| MR ČSSR 1986 | Bratislava         | Daniela Chválková          | 186 cm         | Yvona Tichopádová a Ivana Geržová   | nikdo                               |
| MR ČSSR 1987 | Třinec             | Zdeňka Svatošová           | 185 cm         | Lenka Brokešová a Yvona Tichopádová | nikdo                               |
| MR ČSSR 1988 | Praha              | Šárka Kašpárková           | 183 cm         | Ivana Geržová                       | Yvona Tichopádová                   |
| MR ČSSR 1989 | Banská Bystrica    | Šárka Nováková             | 183 cm         | Šárka Kašpárková                    | Alica Checová                       |
| MR ČSFR 1990 | Praha              | Šárka Nováková             | 187 cm         | Jana Brenkusová                     | Alena Varcholová                    |
| MR ČSFR 1991 | Ostrava            | Šárka Nováková             | 192 cm         | Jana Brenkusová                     | Hajnalka Veghová                    |
| MR ČSFR 1992 | Nitra              | Jana Brenkusová            | 182 cm         | Alena Varcholová                    | Zuzana Kováčiková                   |
| MR ČR 1993   | Jablonec nad Nisou | Šárka Nováková             | 191 cm         | Zuzana Kováčiková                   | Alena Varcholová                    |
| MR ČR 1994   | Jablonec nad Nisou | Zuzana Kováčiková          | 189 cm         | Šárka Nováková                      | Martina Koudelková                  |
| MR ČR 1995   | Ostrava            | Zuzana Kováčiková          | 192 cm         | Helena Vinařová                     | Alena Nezdařilová                   |
| MR ČR 1996   | Praha              | Zuzana Kováčiková          | 183 cm         | Alena Nezdařilová                   | Hana Doleželová                     |
| MR ČR 1997   | Třinec             | Zuzana Kováčiková          | 190 cm         | Alena Nezdařilová                   | Inge Janků                          |
| MR ČR 1998   | Jablonec nad Nisou | Inge Janků                 | 187 cm         | Zuzana Kováčiková                   | Romana Bělocká a Barbora Laláková   |
| MR ČR 1999   | Ostrava            | Zuzana Hlavoňová           | 193 cm         | Romana Bělocká                      | Inge Janků                          |
| MR ČR 2000   | Plzeň              | Zuzana Hlavoňová           | 195 cm Rek. MR | Barbora Laláková                    | Kateřina Korčová                    |
| MR ČR 2001   | Jablonec nad Nisou | Barbora Laláková           | 183 cm         | Jana Klečková                       | Lucie Vavříková                     |
| MR ČR 2002   | Ostrava            | Zuzana Hlavoňová           | 188 cm         | Barbora Laláková                    | Iva Straková                        |
| MR ČR 2003   | Olomouc            | Zuzana Hlavoňová           | 192 cm         | Iva Straková                        | Barbora Laláková                    |
| MR ČR 2004   | Plzeň              | Romana Dubnova             | 184 cm         | Barbora Laláková                    | Zuzana Hlavoňová                    |
| MR ČR 2005   | Kladno             | Iva Straková               | 190 cm         | Barbora Laláková                    | Oldřiška Marešová                   |
| MR ČR 2006   | Praha              | Barbora Laláková           | 194 cm         | Romana Dubnova                      | Iva Straková                        |
| MR ČR 2007   | Třinec             | Romana Dubnova             | 193 cm         | Iva Straková                        | Barbora Laláková                    |
| MR ČR 2008   | Tábor              | Romana Dubnova             | 194 cm         | Iva Straková                        | Oldřiška Marešová                   |
| MR ČR 2009   | Praha              | Iva Straková               | 189 cm         | Oldřiška Marešová                   | Barbora Laláková                    |
| MR ČR 2010   | Třinec             | Oldřiška Marešová          | 183 cm         | Iva Straková                        | Romana Dubnova                      |
| MR ČR 2011   | Brno               | Oldřiška Marešová          | 182 cm         | Magdalena Nová                      | Romana Dubnova                      |
| MR ČR 2012   | Vyškov             | Romana Dubnova             | 182 cm         | Nikola Pařilová a Nela Severová     | nikdo                               |
| MR ČR 2013   | Tábor              | Romana Dubnova             | 186 cm         | Magdalena Nová                      | Oldřiška Marešová                   |
| MR ČR 2014   | Ostrava            | Oldřiška Marešová          | 187 cm         | Eliška Klučinová                    | Michaela Hrubá                      |
| MR ČR 2015   | Plzeň              | Oldřiška Marešová          | 189 cm         | Michaela Hrubá                      | Eliška Klučinová                    |
| MR ČR 2016   | Tábor              | Michaela Hrubá             | 193 cm         | Lada Pejcharová                     | Nikola Strachová                    |
| MR ČR 2017   | Třinec             | Michaela Hrubá             | 191 cm         | Nikola Strachová                    | Kateřina Cachová                    |
| MR ČR 2018   | Kladno             | Michaela Hrubá             | 188 cm         | Lada Pejchalová                     | Nikola Strachová a Kateřina Cachová |
| MR ČR 2019   | Brno               | Bára Sajdoková             | 180 cm         | Oldřiška Marešová                   | Denisa Majerová                     |
| MR ČR 2020   | Plzeň              | Bára Sajdoková             | 190 cm         | Michaela Hrubá                      | Alena Panovská                      |
| MR ČR 2021   | Zlín               | Klára Krejčiříková         | 180 cm         | Michaela Hrubá                      | Nikola Gavendová                    |
| MR ČR 2022   | Hodonín            | Michaela Hrubá             | 186 cm         | Denisa Majerová                     | Denisa Pešová                       |
| MR ČR 2023   | Tábor              | Denisa Pešová              | 188 cm         | Michaela Hrubá                      | Bára Sajdoková                      |
| MR ČR 2024   | Zlín               | Michaela Hrubá             | 192 cm         | Bára Sajdoková                      | Stela Tomanová                      |
| MR ČR 2025   |                    |                            |                |                                     |                                     |